# Hours (album)
Pour les articles homonymes, voir Hours (homonymie).
Albums de Funeral for a Friend
Casually Dressed and Deep in Conversation
(2003) Tales Don't Tell Themselves
(2007)
Singles
1. Streetcar
Sortie : 30 mai 2005
2. Monsters
Sortie : 28 août 2005
3. History
Sortie : 14 novembre 2005
4. Roses for the Dead
Sortie : 20 février 2006

Hours est le deuxième album du groupe gallois de post-hardcore Funeral for a Friend, publié le 14 juin 2005, par Atlantic Records.

## Liste des chansons
Toutes les chansons sont écrites et composées par Funeral for a Friend.
| No  | Titre              | Durée |
| --- | ------------------ | ----- |
| 1.  | All the Rage       | 3:37  |
| 2.  | Streetcar          | 3:37  |
| 3.  | Roses for the Dead | 4:06  |
| 4.  | Hospitality        | 4:44  |
| 5.  | Drive              | 5:06  |
| 6.  | Monsters           | 3:29  |
| 7.  | History            | 4:08  |
| 8.  | Recovery           | 3:31  |
| 9.  | The End of Nothing | 3:19  |
| 10. | Alvarez            | 4:16  |
| 11. | Sonny              | 3:15  |